# Чатхан

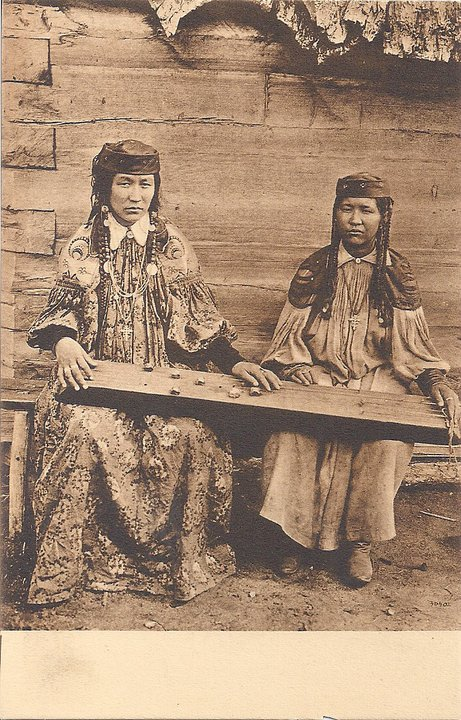
Чатханистки начала века

Чатхан (хак. чадыған) — многострунный щипковый музыкальный инструмент хакасов, типа цитры. Корпус-резонатор в форме продолговатого ящика, чаще без дна, с прикрепленными вдоль струнами.
В прошлом инструмент выдалбливался из цельного куска кедра или сосны. Позднее стали сколачивать, склеивать из отдельных дощатых частей. Прежние чатханы имели всего 3-4 струны, сплетенные из конских волос. Могут применяться до 14 струн. Обычно шесть-семь стальных струн настраиваются при помощи костяных передвижных подставок, расположенных под каждой из них. Традиционно играют сидя, положив один край чатхана на колени, другой на пол, поджав ноги под себя. Играют на чатхане пальцами правой руки - щипком и щелчком. Левая рука употребляется для повышения звука, получения промежуточных тонов между тонами основных струн инструмента.

Чатханистки 1980-х гг.

Чатхан является древним, наиболее любимым и распространенным из традиционных музыкальных инструментов  хакасов. Используется при исполнении героических сказаний, тахпахов (песен) и других музыкальных произведений. Чатхан — обязательный спутник хайджи (сказителей  хакасского эпоса), тахпахчи (певцов). Используется также как ансамблевый и оркестровый инструмент.
В  Республике Хакасия проводятся (с 2001 года) Международные симпозиумы «Чатхан: история и современность».